# DAF XB

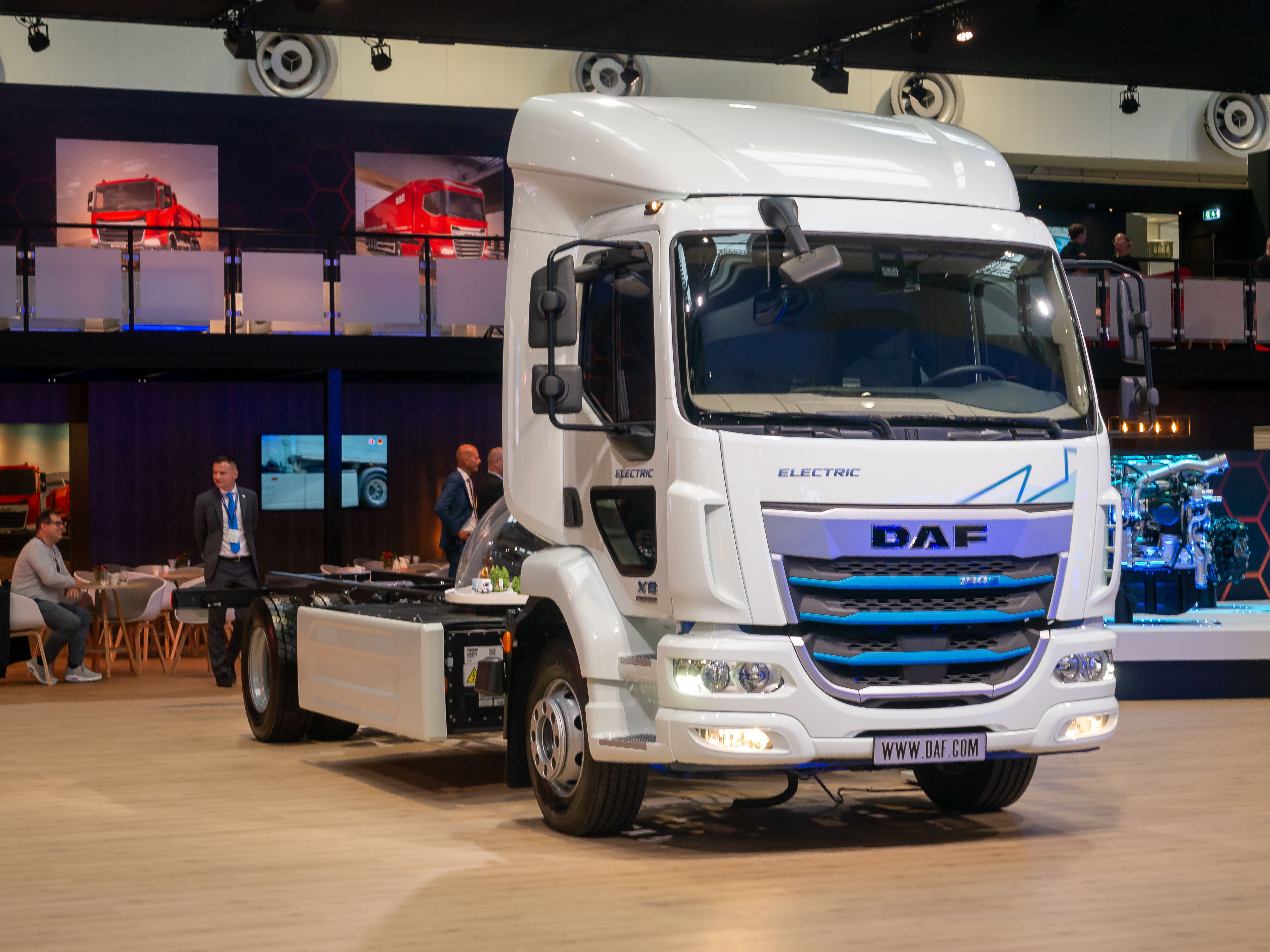
DAF XB Electric

De DAF XB is een reeks middelzware vrachtwagen van Nederlandse vrachtautofabrikant DAF en volgt de DAF LF reeks op.
Het wordt exclusief in de Britse fabriek gebouwd door Leyland.
De aandrijving geschied door de 4,5-liter 4-cilinder PACCAR PX-5 en 6,7-liter 6-cilinder PACCAR PX-7 motoren